# 稲垣実男
稲垣 実男（いながき じつお、旧字体：稲垣 實男、1928年〈昭和3年〉3月28日 - 2009年〈平成21年〉3月5日）は、日本の政治家。
衆議院議員（7期）、国務大臣北海道開発庁長官兼沖縄開発庁長官などを歴任。

## 来歴
愛知県幡豆郡一色町（現・西尾市）の仕出し料理屋「新黒」に生まれる。愛知県立西尾実業学校（現・愛知県立鶴城丘高等学校）、愛知県岡崎中学校特設科（現・愛知県立岡崎高等学校）卒業。
1947年4月、第23回衆議院議員総選挙に中垣國男が旧愛知4区から立候補。このとき一色町出身の池田駒平県議から頼まれ、中垣の選挙を手伝う。「新生日本を築くのはこの人だ」と確信を深めた稲垣は1948年春に上京。中垣の秘書をしながら早稲田大学の第二政治経済学部に通った。
1974年8月29日、愛知県知事の桑原幹根は7選不出馬を正式表明。11月までに自民党・民社党は後継候補として副知事の仲谷義明推薦を決めるが、12月、中垣國男は永年在職議員表彰を受けた頃、知事選に出るよう誘われる。そしてその申し出を断ると同時に衆議院議員も引退する意志を固める。
1975年7月、中垣は関係者に引退を示唆。この頃、旧吉良町出身の労働省職員の鈴木新一郎が衆院選へ出馬の意向を示しており、中垣は出馬を思いとどまるよう鈴木を諭した。選挙違反で停止中であった稲垣の公民権がちょうど同年7月末で復権することもあり、中垣は稲垣を後継者として考えいていた。同年8月16日に開かれた中垣の後援会長会で稲垣に一本化することが決められた。
1976年12月、中垣の地盤を継いだ稲垣は第34回衆議院議員総選挙に旧愛知4区から立候補するも次点で落選。しかし翌年1月16日、最下位で当選した浦野幸男（自民党）が死去したため、1月21日に繰り上げ当選した。中尾栄一や武藤嘉文らと親しかったことから、派閥は中曽根派に所属した。その後、江藤・亀井派に移る。厚生政務次官、党全国組織委員会副委員長、衆議院決算委員長、党政調副会長などを歴任。
1990年2月の第39回衆議院議員総選挙は次点で落選。順位3位で当選した杉浦正健は、選対幹部が広く買収を行っていたことが総選挙直後に発覚。岡崎市議会議員が13人逮捕される事態を招くが、自身は逮捕されなかった。
1993年7月の第40回衆議院議員総選挙で返り咲く。1994年6月29日に行われた首班指名選挙では1回目は海部俊樹に投票するも、決選投票では一転し村山富市に入れた。
小選挙区制となった1996年10月の第41回衆議院議員総選挙には比例東海ブロック単独で出馬し、7回目の当選を果たす。同年11月7日、第2次橋本内閣で北海道開発庁長官兼沖縄開発庁長官として入閣した。
2000年6月の第42回衆議院議員総選挙も比例単独で出馬し落選。政界を引退。同年、勲一等瑞宝章受章。
2004年6月10日、代表取締役を務めるコンサルタント会社が仙台市の廃ホテル「ホテル木町」に出資を募ったことをめぐり、出資法違反容疑で逮捕、翌年有罪判決を受ける。2007年9月11日に勲一等瑞宝章返上。
その後、東京都内のマンションで一人暮らしをしていたが、2009年3月5日、出入りしていた女性により室内で病死している所を発見された。80歳没。

## 不祥事
選挙違反
1983年12月の第37回衆議院議員総選挙で4期目の当選を果たすも、大規模な選挙違反事件を起こし、現職の高浜市議会議員5人と元職の市議5人が起訴された。

ピストル密輸の逮捕者と同席
1986年、写真週刊誌『FRIDAY』1月17日号に、稲垣がフィリピンの農業大学の歓迎式典に臨んだ際、のちにピストル密輸で逮捕される男と同席している写真が掲載される。『フライデー』は「貴殿がピストル密輸に関与している趣旨の意図は毛頭ございません」とその後釈明文を出すが、稲垣陣営は事態の収拾のために3月中旬、経緯を説明したビラ10万枚を旧愛知4区全域の日刊新聞に折り込んだ。

自民党愛知県連への選挙活動費の未払い
1996年10月の第41回衆議院議員総選挙に稲垣は比例東海ブロック単独で出馬。選挙事務所は名古屋市中区の県連事務所に置かれた。県連が実質的な選挙活動を担ったため、県連は稲垣に対し、選挙活動費1,000万円を立て替えた形となった。ところが県連がいくら請求しても稲垣はこれに答えず、1998年4月にようやく半分の500万円が支払われた。

裏書手形不渡り事件
1997年6月13日、埼玉県深谷市の水道メーター検針会社が降り出した額面1,000万円の約束手形5通に稲垣は裏書。手形は転々とした後、兵庫県神崎郡大河内町の不動産開発会社に渡ったが、不渡りとなった。同年11月、不動産開発会社は稲垣らに支払い請求訴訟を起こすが、稲垣は「手形自体は暴力団組員とされる人物に手形割引の仲介を装ってだまし取られ、実質の手形の振出人は組員だった」と反論した。2000年2月23日、名古屋高裁（寺本栄一裁判長）は、稲垣らに5,000万円の支払いを命じた一審判決を取り消し、不動産開発会社側の請求を棄却した。

日本医科大学架空工事事件
1997年7月、稲垣は日本医科大学の総額7億円の内装工事の発注を保証する「確約書」に署名し、産廃業者は1,500万円を渡した。しかし工事は架空だったことからトラブルに発展。産廃業者は1.500万円の返済を求めたが、稲垣は1998年5月1日、業者を相手取り、債務不存在確認訴訟を起こした。同年3月までに計3,150万円を払っているので返し過ぎた分など約1,537万円については不当利得に当たるとして、稲垣はさらに金銭の返還も求めた。この事件はのちに和解が成立している。

議員歳費差し押さえ
1997年12月、東京都内の不動産仲介会社に対する12億527万円の債務により、議員歳費（年間1,618万8千円）と期末手当（684万6千円）が全額差し押さえられた。

約2億円の貸金返還訴訟
1998年5月、東京都内の金融会社Aから約2億円の貸金返還訴訟を起こされた。稲垣は都内の別の金融会社Bから手形を担保に約1億9,884万円を借りた。この債権は1996年3月、元利ともAに譲渡され、稲垣は1997年3月、同額の約束手形と差し替えた。しかし1998年2月、稲垣が東京手形交換所の取引停止処分を受けたことから、Aから訴えられることとなった。

出資法違反で逮捕
2004年6月10日、自らが社長を務める投資顧問会社が、無許可・無認可で高齢者相手の詐欺的商法を手がけていたことが判明し、出資法違反容疑で逮捕。約230人から7億円弱を違法に集めたとされる。稲垣は10億円を超える借金を抱えていたとみられ、逮捕時に「相当額の借金があり、これを返してもう一花咲かせたかった」と供述している。2005年7月、執行猶予付き有罪判決確定。

## 選挙の記録
| 執行日         | 選挙   | 選挙区           | 当落 |
| -------------- | ------ | ---------------- | ---- |
| 1976年12月5日  | 第34回 | 旧愛知4区        | 繰   |
| 1979年10月7日  | 第35回 | 旧愛知4区        | 当   |
| 1980年6月22日  | 第36回 | 旧愛知4区        | 当   |
| 1983年12月18日 | 第37回 | 旧愛知4区        | 当   |
| 1986年7月6日   | 第38回 | 旧愛知4区        | 当   |
| 1990年2月18日  | 第39回 | 旧愛知4区        | 落   |
| 1993年7月18日  | 第40回 | 旧愛知4区        | 当   |
| 1996年10月20日 | 第41回 | 比例東海ブロック | 当   |
| 2000年6月25日  | 第42回 | 比例東海ブロック | 落   |